# Koper története

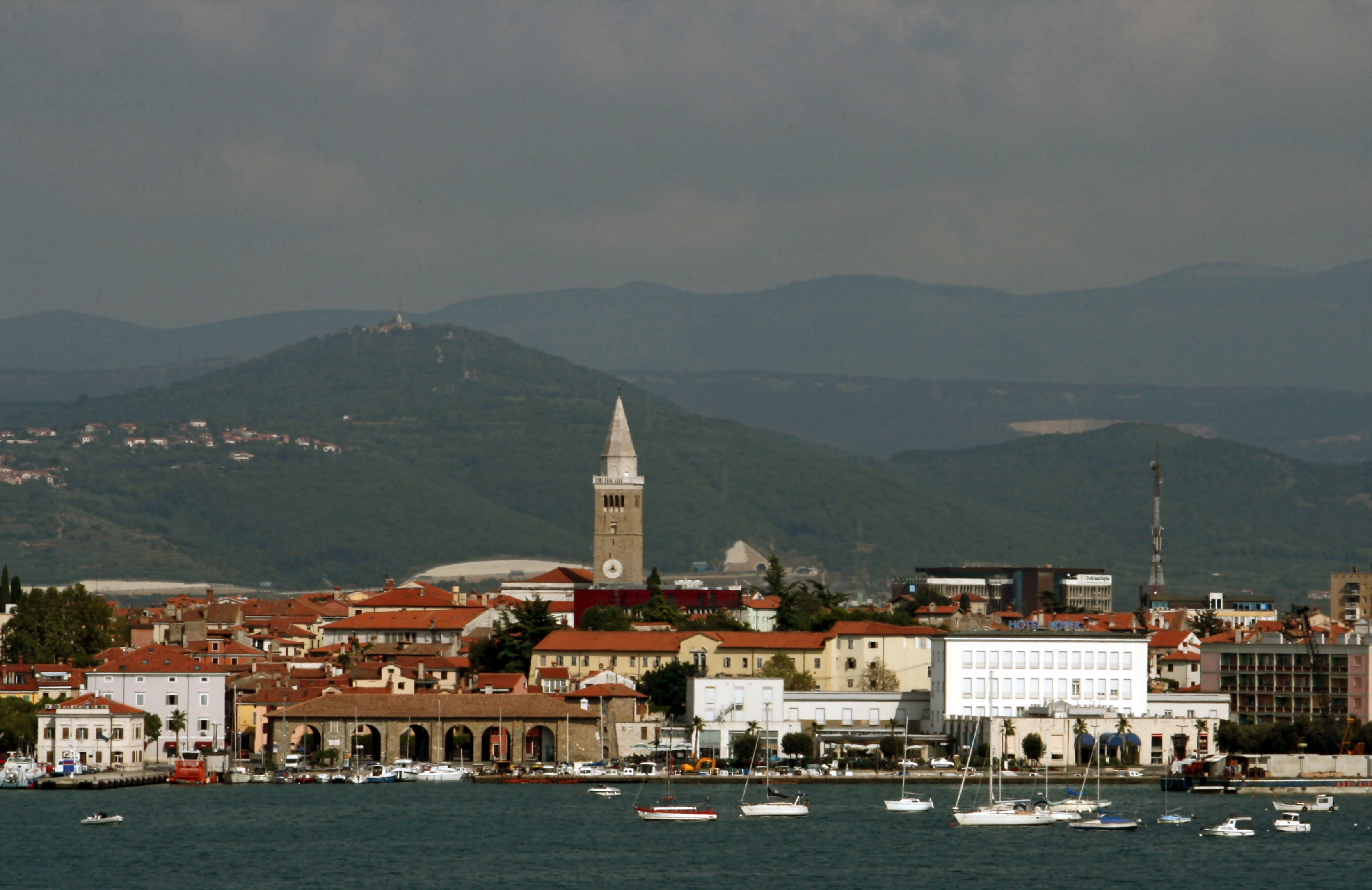
A történelmi városmag ma

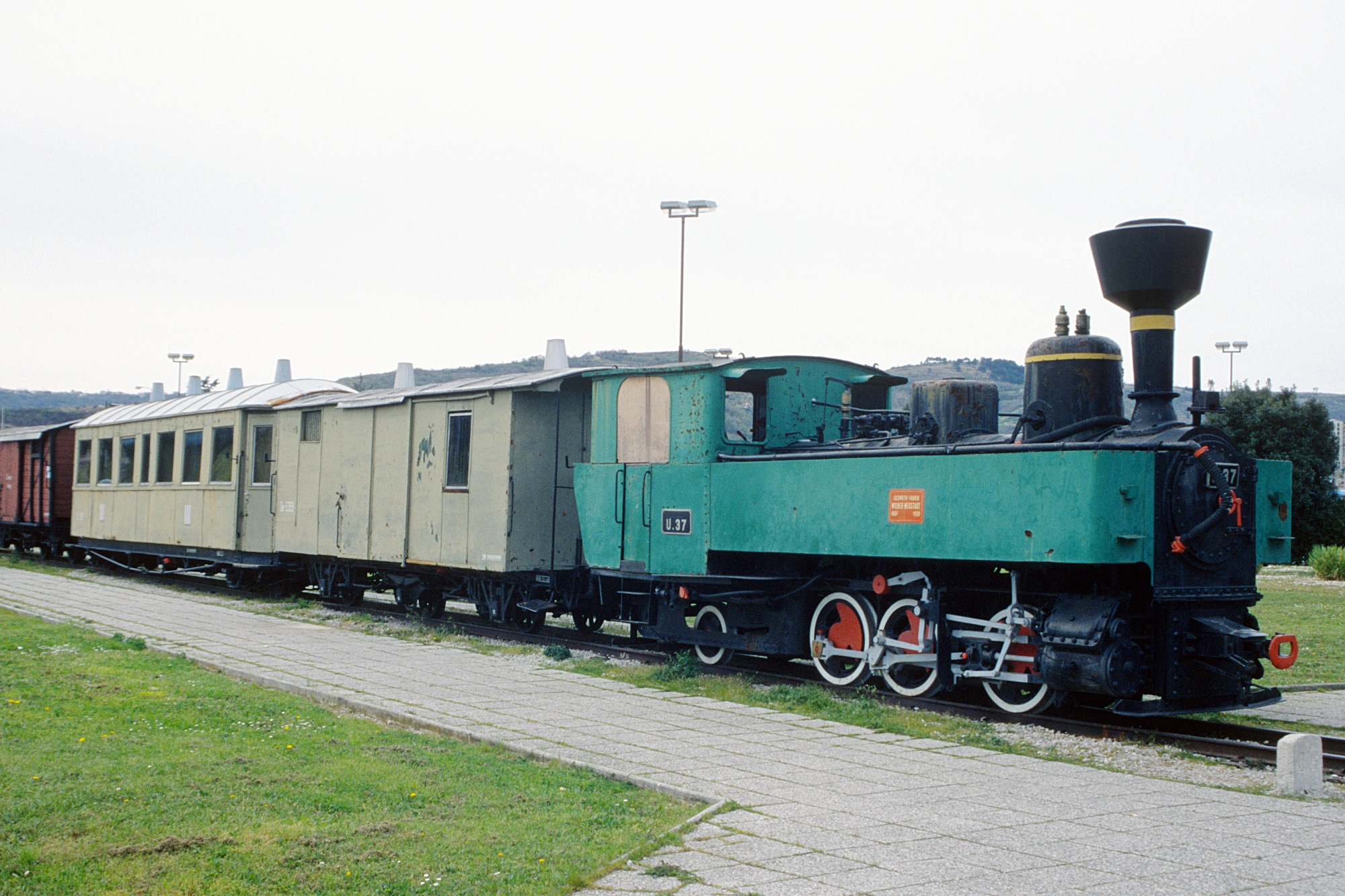
Trieszt-Poreč vasútvonal emléke Koper vasútállomásán

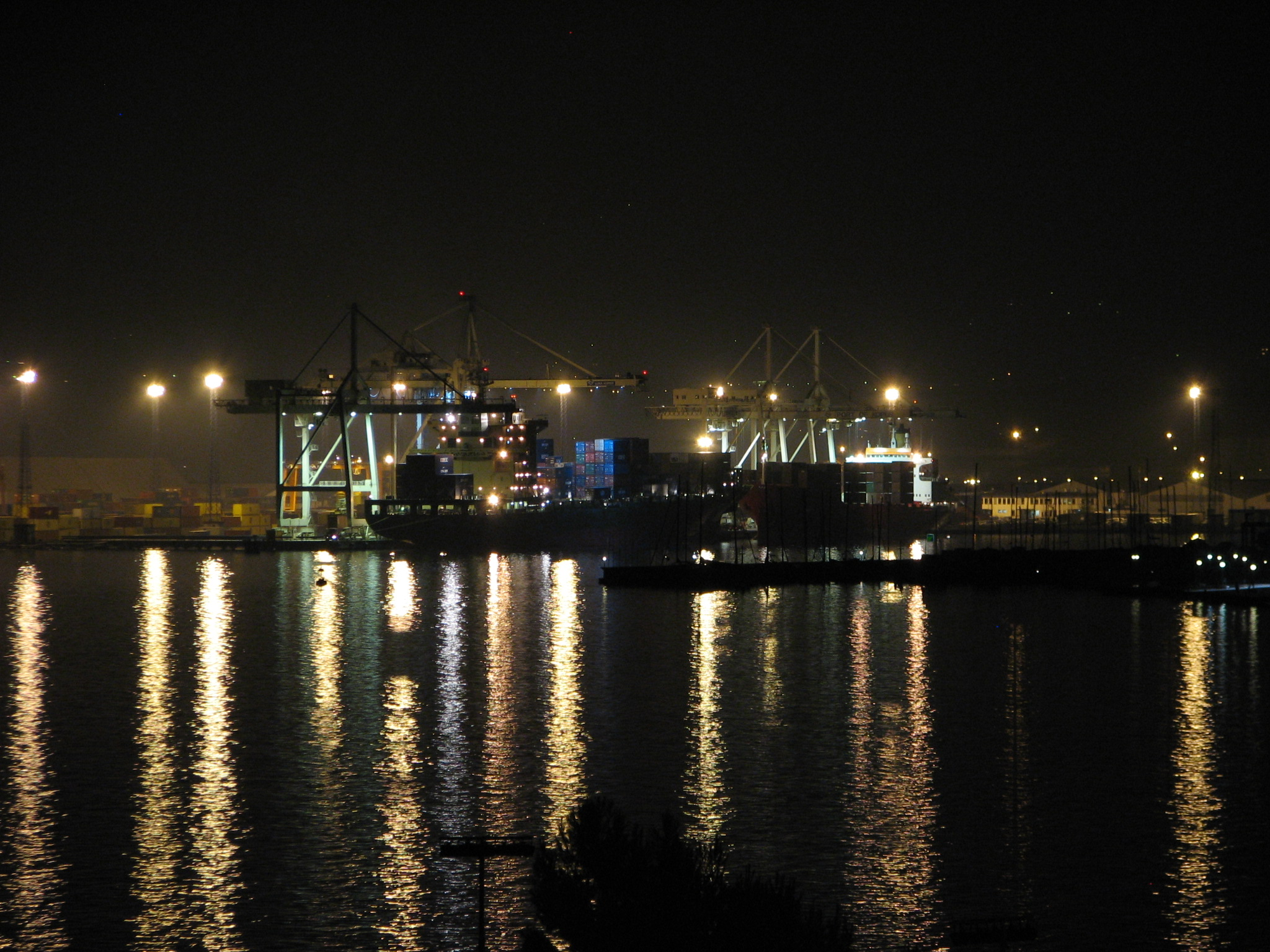
A kikötő éjjel

Koper területén a legrégibb település a római köztársasági kor idején jött létre. A mai városközpont helye ekkor sziget volt. Az archeológiai kutatások időszámítás előtti 3-1. évszázadból származó leleteket tártak fel. Ebben az időben görög írott források a környéket Aegida-nak nevezték. Ekkor jelent meg a Capris helynév is, amely a stabulum caprorum latin kifejezésből származtatható, ami kecskeistállót, kecskék tartására szolgáló helyet jelent.
A római császárság idejének vége felé a szigeten jelentősebb település volt, amely részét alkotta a Claustre Alpium Iulianum védelmi rendszernek. A népvándorlás viharai elől a római és az elromanizálódott környékbeli lakosság is menedéket talált a szigeten.
A 6. században a bizánci birodalom része lett. Az új hódítók a várost megerősítették és II. Justinus után Iustinopolisnak nevezték el. A biztonságos szigeten lévő erősség gyorsan felvirágzott, mert a Grado felé vezető út mentén feküdt, amely város akkoriban az észak-adriai vidék legfontosabb központja volt. A 8. századtól megjelentek a szláv telepesek a sziget mögöttes szárazföldi területein.
932-ben Koper szövetséget kötött Velencével. Ez a kapcsolat biztonságosabbá tette a hajózást, de a velencei városállam újabb és újabb szerződések révén fokozatosan kiterjesztette uralmát Koperre. A város később az isztriai őrgrófok hatalmába került, 1208-tól pedig az aquileiai pátriárkák uralma alá. A pátriárkák isztriai hűbérbirtokaik központjává tették Kopert, és ennek megfelelő új nevet adtak számára: Caput Istriae, Isztria feje, amiből a város mai olasz neve származik: Capo d'Istria. Koper ebben az időszakban fennhatóságot gyakorolt Észak-Isztria nagy területei felett Aquileia nevében, ugyanakkor  a maga részéről igyekezett igyekezett korlátozni a pátriárkák hatalmát a város felett.
1279-ben Koper újra velencei uralom alá került, és ott is maradt egészen 1797-ig, a Velencei Köztársaság bukásáig.
A 14. század végén, a 15. század elején Koper gazdasága növekedésnek indult. Fejlődtek a kézműves műhelyek, pénzváltók, bankok kezdték meg tevékenységüket. A város környékén egyre több szlovén telepedett le, akik főleg sópárlással, halászattal és mezőgazdasággal foglalkoztak. Koper ebben az időszakban sikeresen versenyzett Trieszttel, mert szigeti helyzete, erődítményei révén biztonságosabb volt. A 15. században Koper igazságügyi és közigazgatási jogokat kapott a mögöttes isztriai területek felett. A Velence ellen irányuló török támadások a 15. és a 16. században Kopert közvetlenül nem fenyegették, de az isztriai területeken nagy károkat okoztak.
Az 1615-17-es velencei-osztrák háborúskodás hátrányosan érintette Koper kereskedelmét a szárazföldi hátországgal. 1630-31-ben súlyos pestisjárvány pusztított a városban, amelynek következtében lakosságának száma 8000-ről 1800-ra csökkent, majd a 17. század közepére érte el csak a 4500 főt. Újra megélénkült a só-, olaj- és borkereskedelem. 1719-ben azonban versenytársai, Trieszt és Rijeka szabadkikötői státust kaptak, majd a Velencei Köztársaság végleges bukása is nagyban hozzájárult gazdasági ereje hanyatlásához.
A Bécs-Trieszt vasútvonal megnyitása 1857-ben Kopert csendes vidéki városkává fokozta le, amelynek főleg olasz lakossága sópárlással, halászattal, helyi jelentőségű hajógyártással és mezőgazdasági cikkek kereskedelmével foglalkozott. A környékbeli, nagyrészt szlovén lakosság mezőgazdasági tevékenységet folytatott.
A várost 1902 április 1-jén érte el a 760 mm-es keskeny nyomtávolságú Trieszt-Piran-Poreč helyi érdekű vasútvonal, amelyet 1935-ben bezártak. A nyomvonala és műtárgyai mai kerékpáros túrákkal látogatható.
1819-től lerombolták a városfalakat, 1827-ben pedig egy kilométeres töltést építettek, rajta úttal, a szigetről a partig. Az első világháború után Koper az Monarchiától Olaszországhoz került.
1945 májusában szlovén partizánegységek foglalták el. Az 1947-ben aláírt olasz békeszerződés nyomán Koper az úgynevezett szabad trieszti terület B zónájába került, jugoszláv katonai közigazgatás alatt. Az olasz lakosság többsége elhagyta a várost. Az 1954-es londoni szerződés véglegesen Jugoszlávia birtokába adta Kopert és környékét. Ennek nyomán indult meg a város gazdasági fejlődése, aminek legfontosabb eleme a modern kikötő 1957-ben megkezdett építkezése volt.
1967-re elkészült a kikötőt a szlovén és a közép-európai vasúti hálózattal összekötő 31 kilométeres vasútvonal. Jelentős számban települtek a városba dolgozók Szlovénia és egész Jugoszlávia más területeiről. Új lakótelepek épültek a város szélén, megváltozott a lakosság nemzetiségi és társadalmi összetétele. Fejlődésnek indult az oktatás, egészségügy és kultúra. Szlovén és olasz nyelvű általános és középiskolákat, rádió- és televízió-stúdiót alapítottak.
Az Osimói szerződés 1975. november 10-én megerősítette határokat Olaszország és Jugoszlávia között. A dokumentum lehetővé tette, hogy az olaszországi jugoszlávok és a jugoszláviai olaszok egy éven belül szabadon átköltözhessenek az etnikai hovatartozásuk szerinti államba. Az 1980-as évektől sorra nyíltak a határátkelők Trieszt városkörnyéke felé.
A város történelmi magja műemléki oltalom alá került. A gépjárművek elhelyezése érdekében a városközponttól délre épültek ki a nagy befogadó képességű parkolók.